# チョウサン
チョウサンは日本の競走馬。おもな勝ち鞍に2007年の毎日王冠がある。馬名は馬主・長山尚義の苗字に由来する。また、本馬の活躍後、馬主長山は冠名として「チョウサン」を使用している。

## 戦績
デビューから3戦目で勝ち上がり、続く500万下の山桜賞も勝ち連勝する。5戦目で東京優駿（日本ダービー）のトライアル競走である青葉賞に出走。結果は4着で東京優駿の優先出走権を逃すも、このときの勝ち馬ダンツキッチョウと直線で叩き合いを演じ、十分に見せ場を作った。その後、白百合ステークス・ラジオたんぱ賞に出走するも、8着・12着と結果が出なかった。
その後は条件戦に10戦出走。3着以内を逃したのはわずかに2回と堅実な走りを見せ、2007年9月9日のニューマーケットカップを勝ち、再びオープン入りした。
そして、久々に重賞に挑んだ毎日王冠。ダイワメジャーやコンゴウリキシオー、ブライトトゥモローなどといった重賞勝ち馬が出走していたため、単勝では8番人気に過ぎなかったが、中団から直線で他の馬をまとめて差し切ってコースレコード (東京・芝1800m)1分44秒2で優勝。重賞初勝利となった。この記録は2022年の第73回毎日王冠を1分44秒1で優勝したサリオスに破られるまで保持し続けた。その後は第136回天皇賞（秋）に出走。しかし、道中最後方に位置し、直線では追い上げるものの、8着に敗れた。続く第27回ジャパンカップでは逃げの戦法をとり、直線半ばまでしぶとく粘ったものの6着に敗れた。その後第52回有馬記念に出走。ジャパンカップに続いて逃げたが13着に敗れた。
2008年は中山記念から始動するが9着だった。その後、ダービー卿チャレンジトロフィーに出走するが15着、続く新潟記念でも14着と大敗し、前年に制した毎日王冠でも9着に敗れた。その後キャピタルステークス出走に向けて調整がされていたが、11月19日に坂路で追いきられた際に右前脚を骨折。予後不良の診断が下され安楽死の措置がとられた。

## 競走成績
以下の内容は、JBISサーチおよびnetkeiba.comに基づく。
| 競走日     | 競馬場 | 競走名            | 格       | 距離（馬場）  | 頭 数 | 枠 番 | 馬 番 | オッズ （人気） | 着順 | タイム （上がり3F） | 着差 | 騎手      | 斤量 [kg] | 1着馬（2着馬）       | 馬体重 [kg] |
| ---------- | ------ | ----------------- | -------- | ------------- | ----- | ----- | ----- | --------------- | ---- | ------------------- | ---- | --------- | --------- | -------------------- | ----------- |
| 2004.12.12 | 中山   | 2歳新馬           |          | 芝2000m（良） | 13    | 6     | 8     | 012.70（5人）   | 06着 | R2:05.8（35.2）     | -0.8 | 0柴田善臣 | 55        | アクレイム           | 516         |
| 0000.12.26 | 中山   | 2歳未勝利         |          | 芝2000m（良） | 17    | 2     | 3     | 006.70（3人）   | 04着 | R2:01.8（37.6）     | -0.7 | 0O.ペリエ | 55        | ニューヨークカフェ   | 512         |
| 2005.02.05 | 東京   | 2歳未勝利         |          | 芝2300m（良） | 16    | 8     | 16    | 005.30（3人）   | 01着 | R2:26.2（35.1）     | -0.3 | 0横山典弘 | 56        | （コスモダズリング） | 504         |
| 0000.03.26 | 中山   | 山桜賞            | 500万下  | 芝1800m（良） | 11    | 4     | 4     | 008.30（3人）   | 01着 | R1:49.2（35.2）     | -0.0 | 0横山典弘 | 56        | （メガトンカフェ）   | 496         |
| 0000.04.30 | 東京   | 青葉賞            | GII      | 芝2400m（良） | 17    | 2     | 4     | 024.00（8人）   | 04着 | R2:27.0（34.8）     | -0.1 | 0横山典弘 | 56        | ダンツキッチョウ     | 490         |
| 0000.05.28 | 中京   | 白百合S           | OP       | 芝1800m（良） | 12    | 8     | 12    | 006.90（3人）   | 08着 | R1:47.9（34.7）     | -1.0 | 0松永幹夫 | 56        | アスカロン           | 494         |
| 0000.07.03 | 福島   | ラジオたんぱ賞    | GIII     | 芝1800m（良） | 16    | 2     | 4     | 018.7（10人）   | 12着 | R1:48.4（38.0）     | -1.2 | 0小林淳一 | 55        | コンラッド           | 492         |
| 2006.01.09 | 中山   | 4歳上1000万下     |          | 芝2200m（良） | 13    | 5     | 6     | 006.30（4人）   | 02着 | R2:13.4（35.3）     | -0.1 | 0柴田善臣 | 56        | トウカイエール       | 488         |
| 0000.05.07 | 東京   | 陣馬特別          | 1000万下 | 芝2400m（良） | 12    | 3     | 3     | 003.60（1人）   | 06着 | R2:28.0（36.8）     | -0.7 | 0横山典弘 | 57        | チェストウイング     | 500         |
| 0000.06.04 | 東京   | 稲村ヶ崎特別      | 1000万下 | 芝2000m（良） | 17    | 4     | 8     | 005.30（3人）   | 01着 | R1:59.9（35.4）     | -0.1 | 0横山典弘 | 57        | （シルクエフォート） | 494         |
| 0000.07.08 | 福島   | 松島特別          | 1000万下 | 芝2000m（良） | 9     | 6     | 6     | 001.90（1人）   | 02着 | R2:01.5（36.2）     | -0.1 | 0柴田善臣 | 57        | キングエクスプレス   | 496         |
| 0000.08.05 | 新潟   | 信濃川特別        | 1000万下 | 芝2000m（良） | 10    | 7     | 7     | 001.80（1人）   | 03着 | R1:59.0（33.6）     | -0.3 | 0柴田善臣 | 57        | エイシンニーザン     | 494         |
| 0000.09.09 | 中山   | 白井特別          | 1000万下 | 芝2000m（良） | 10    | 2     | 2     | 002.80（1人）   | 01着 | R2:02.3（33.9）     | -0.3 | 0横山典弘 | 57.5      | （ピサノパテック）   | 496         |
| 2007.03.10 | 中山   | サンシャインS     | 1600万下 | 芝2500m（良） | 13    | 8     | 13    | 010.60（5人）   | 12着 | R2:33.8（37.2）     | -1.8 | 0松岡正海 | 56        | アドマイヤタイトル   | 496         |
| 0000.06.02 | 東京   | 湘南S             | 1600万下 | 芝1600m（良） | 17    | 5     | 10    | 009.70（6人）   | 02着 | R1:33.0（34.9）     | -0.1 | 0横山典弘 | 57        | マイケルバローズ     | 492         |
| 0000.07.28 | 新潟   | 新潟日報賞        | 1600万下 | 芝1600m（良） | 16    | 3     | 5     | 004.60（2人）   | 03着 | R1:33.9（33.8）     | -0.2 | 0福永祐一 | 56        | トウショウヴォイス   | 496         |
| 0000.09.09 | 中山   | ニューマーケットC | 1600万下 | 芝2000m（良） | 14    | 6     | 10    | 003.10（1人）   | 01着 | R2:00.2（34.5）     | -0.1 | 0横山典弘 | 57        | （オナーチェイサー） | 502         |
| 0000.10.07 | 東京   | 毎日王冠          | GII      | 芝1800m（良） | 14    | 5     | 7     | 044.40（8人）   | 01着 | R1:44.2（34.0）     | -0.2 | 0松岡正海 | 57        | （アグネスアーク）   | 496         |
| 0000.10.28 | 東京   | 天皇賞（秋）      | GI       | 芝2000m（稍） | 16    | 7     | 13    | 017.10（5人）   | 08着 | R1:59.2（34.3）     | -0.8 | 0横山典弘 | 58        | メイショウサムソン   | 496         |
| 0000.11.25 | 東京   | ジャパンC         | GI       | 芝2400m（良） | 18    | 3     | 5     | 063.0（10人）   | 06着 | R2:25.2（34.8）     | -0.5 | 0横山典弘 | 57        | アドマイヤムーン     | 494         |
| 0000.12.23 | 中山   | 有馬記念          | GI       | 芝2500m（稍） | 15    | 8     | 15    | 071.1（11人）   | 13着 | R2:36.3（39.1）     | -2.7 | 0横山典弘 | 57        | マツリダゴッホ       | 494         |
| 2008.03.02 | 中山   | 中山記念          | GII      | 芝1800m（良） | 16    | 1     | 2     | 007.30（5人）   | 09着 | R1:48.5（35.0）     | -1.2 | 0松岡正海 | 58        | カンパニー           | 498         |
| 0000.04.06 | 中山   | ダービー卿CT      | GIII     | 芝1600m（良） | 16    | 4     | 7     | 012.50（5人）   | 15着 | R1:35.1（34.5）     | -0.9 | 0藤田伸二 | 58        | サイレントプライド   | 492         |
| 0000.08.31 | 新潟   | 新潟記念          | GIII     | 芝2000m（良） | 18    | 1     | 2     | 015.60（6人）   | 14着 | R1:59.5（36.0）     | -2.0 | 0内田博幸 | 58        | アルコセニョーラ     | 502         |
| 0000.10.12 | 東京   | 毎日王冠          | GII      | 芝1800m（良） | 16    | 7     | 14    | 050.7（12人）   | 09着 | R1:45.5（34.1）     | -0.9 | 0北村宏司 | 58        | スーパーホーネット   | 490         |

- タイム欄のRはレコード勝ちを示す。

## 血統表
| チョウサンの血統（サンデーサイレンス系 / Northern Dancer4×5×5=12.50%） | チョウサンの血統（サンデーサイレンス系 / Northern Dancer4×5×5=12.50%） | チョウサンの血統（サンデーサイレンス系 / Northern Dancer4×5×5=12.50%） | （血統表の出典）  | （血統表の出典）  |
| 父 ダンスインザダーク 1993 鹿毛                                        | 父の父*サンデーサイレンス Sunday Silence 1986 青鹿毛                   | Halo                                                                   | Hail to Reason    | Hail to Reason    |
| 父 ダンスインザダーク 1993 鹿毛                                        | 父の父*サンデーサイレンス Sunday Silence 1986 青鹿毛                   | Halo                                                                   | Cosmah            |                   |
| 父 ダンスインザダーク 1993 鹿毛                                        | 父の父*サンデーサイレンス Sunday Silence 1986 青鹿毛                   | Wishing Well                                                           | Understanding     | Understanding     |
| 父 ダンスインザダーク 1993 鹿毛                                        | 父の父*サンデーサイレンス Sunday Silence 1986 青鹿毛                   | Wishing Well                                                           | Mountain Flower   |                   |
| 父 ダンスインザダーク 1993 鹿毛                                        | 父の母*ダンシングキイ Dancing Key 1983 鹿毛                            | Nijinsky II                                                            | Northern Dancer   | Northern Dancer   |
| 父 ダンスインザダーク 1993 鹿毛                                        | 父の母*ダンシングキイ Dancing Key 1983 鹿毛                            | Nijinsky II                                                            | Flaming Page      |                   |
| 父 ダンスインザダーク 1993 鹿毛                                        | 父の母*ダンシングキイ Dancing Key 1983 鹿毛                            | Key Partner                                                            | Key to the Mint   | Key to the Mint   |
| 父 ダンスインザダーク 1993 鹿毛                                        | 父の母*ダンシングキイ Dancing Key 1983 鹿毛                            | Key Partner                                                            | Native Partner    |                   |
| 母 ステイヤング 1997 鹿毛                                              | 母の父サッカーボーイ 1985 栃栗毛                                       | *ディクタス                                                            | Sanctus           | Sanctus           |
| 母 ステイヤング 1997 鹿毛                                              | 母の父サッカーボーイ 1985 栃栗毛                                       | *ディクタス                                                            | Doronic           |                   |
| 母 ステイヤング 1997 鹿毛                                              | 母の父サッカーボーイ 1985 栃栗毛                                       | ダイナサッシュ                                                         | *ノーザンテースト | *ノーザンテースト |
| 母 ステイヤング 1997 鹿毛                                              | 母の父サッカーボーイ 1985 栃栗毛                                       | ダイナサッシュ                                                         | *ロイヤルサッシュ |                   |
| 母 ステイヤング 1997 鹿毛                                              | 母の母マイプロフィール 1992 黒鹿毛                                     | *スリルショー                                                          | Northern Baby     | Northern Baby     |
| 母 ステイヤング 1997 鹿毛                                              | 母の母マイプロフィール 1992 黒鹿毛                                     | *スリルショー                                                          | Splendid Girl     |                   |
| 母 ステイヤング 1997 鹿毛                                              | 母の母マイプロフィール 1992 黒鹿毛                                     | *ヴェイルドプロフェット                                                | Damascus          | Damascus          |
| 母 ステイヤング 1997 鹿毛                                              | 母の母マイプロフィール 1992 黒鹿毛                                     | *ヴェイルドプロフェット                                                | Julia B. F-No.5-h |                   |

- 4代母Julia B.の子孫にプリンシアコメータ、キングスゾーンがいる。